# Chloroclystis atroviridis
Chloroclystis atroviridis là một loài bướm đêm trong họ Geometridae.